# KkStB 72 sorozat
A kkStB 72 sorozat egy tehervonati szerkocsisgőzmozdony-sorozat volt a cs. kir. osztrák Államvasutaknál (k.k. österreichishe Staatsbahnen, kkStB), amely mozdonyok eredetileg a Kaiser Franz-Josephs-Bahn-tól (KFJB) származtak.
A kFJB a Floridsdorfi Mozdonygyárnál építette ezt a tíz négycsatlós mozdonyt 1883-1884-ben. Ezek sok mindenben hasonlítottak a nagy számban készült kkStB 73 sorozatra.
Az 1884-es államosítás után a kkStB a mozdonyokat a kkStB 72 sorozatba osztotta.
Az első világháború után a teljes sorozat a Csehszlovák Államvasutakhoz került a ČSD 403.0 sorozatba.

## Fordítás
Ez a szócikk részben vagy egészben  a   kkStB 72 című német Wikipédia-szócikk fordításán alapul.  Az eredeti cikk szerkesztőit annak laptörténete sorolja fel. Ez a jelzés csupán a megfogalmazás eredetét és a szerzői jogokat jelzi, nem szolgál a cikkben szereplő információk forrásmegjelöléseként.
Az eredeti szócikk forrásai szintén ott találhatóak.